# Peter Wildenhain
Peter Wildenhain (* 2. März 1941; † 26. April 2015) war ein deutscher Fußballspieler. 1965 spielte er für Chemie Leipzig in der DDR-Oberliga, der höchsten Liga im DDR-Fußball.

## Sportliche Laufbahn
Nachdem Peter Wildenhain bis 1965 mit der Leipziger Betriebssportgemeinschaft (BSG) Motor West in der viertklassigen Bezirksklasse gespielt hatte, wechselte er zu Beginn der Saison 1965/66 zum Oberligisten BSG Chemie Leipzig. Dort sollte er den zu Lok Stendal abgewanderten Stürmer Helmut Schmidt ersetzen. Zunächst probierte ihn Trainer Alfred Kunze in den beiden Viertelfinalspielen des Intercups gegen den SC Empor Rostock aus, einmal als Linksaußenstürmer, dann als rechten Verteidiger. Eine Woche später ließ Kunze Wildenhain als Vertreter von Bernd Herzog im Mittelfeld spielen und versuchte dies noch einmal am nächsten Spieltag (8.). Ein letztes Mal kam Wildenhain am 12. Spieltag noch einmal im Mittelfeld in der Oberligamannschaft zum Einsatz. Am Pokalsieg der Leipziger 1966 war Wildenhain nicht beteiligt. Stattdessen spielte Wildenhain bis zum Ende der Spielzeit 1966/67 in der Oberligareserve, mit der er 1967 DDR-Meister wurde. 
Nach der Saison 1966/67 schloss sich Wildenhain der BSG Motor Leipzig-Lindenau an, die in der drittklassigen Bezirksliga vertreten war. Dort spielte er bis 1970, um danach 29-jährig zur BSG Motor West Leipzig in die 1. Kreisklasse zu wechseln. Den Westleipzigern verhalf er sofort zum Aufstieg in die Kreisklasse.  